# Tech Saturn
『TECH SATURN』（テックサターン）は、かつてアスキーから発行されていたセガサターン専門のゲーム雑誌。ゲーム体験版や雑誌独自のデジタルコンテンツを収録したセガサターン用CD-ROM付きで、価格は1280円であることが多かった。
略称は「てっさ」。雑誌マスコットもそれに合わせてフグの「てっさ君」である。これはフグの刺身を“てっさ”と呼ぶことに由来している。

## 沿革
1995年6月に『TECH サターン通信』として創刊。1996年10月より『TECH SATURN』に誌名を変更。1997年9月にアスキーのリストラによる突然の休刊(事実上の廃刊)を迎えた。季刊、隔月刊、月刊と変遷した。
最終号では、誌面（及び付属CD-ROM）が急遽決定した廃刊に対処しきれず、大半のコーナーが翌月号以降への布石を打ったままの状態で掲載された。巻末の編集後記+次号予告的なコラム「事情通が語る“てっさ”の本音」では、廃刊に際しての編集部の困惑と未練、開催予定だったイベント・読者投稿募集の中止告知などが記されている。その隣には、「11月号ではコレをやる予定だったんですけど……」として、翌「11月号」に収録されるはずであったコンテンツも併せて載っていた。
なお、アスキーからは後にセガ系統のゲーム機・ソフトを扱う雑誌として、『ファミ通DC』が創刊されている。

## 誌面
・サターン新作Express
・超・新作情報
・てっさスポーツ
・レトロ特急サターン號
・フロンティア通信
・まわりはど〜なの？
・ソフトインプレッション
・テック編集部ゲームだより
・超絶！！土星通信
・Varios Essay
・今月の1本
・体験版のすべてがわかる〇〇ページ
・移植王
・サターン友の会
　出処不明の奇妙なイラストがページの各所に散　　　　　　りばめられており、本誌のコーナーの中でも異彩を放っていた。
　・全・大募集

## CD-ROM
・32偶像（アイドル）サタンちゃん

・さるやまハゲの助アワー
- 1ch：『いたち草』･･ - サウンドノベル風ゲーム。誤った選択肢を選択すると即ゲームオーバーとなる。
- 2ch：カラーバー（試験電波放送中 - コンテンツなし）
- 4ch：『ドキュメント カルトゲーム』
- 6ch：『つくだばんぱくん』
- 8ch：『宇宙軍艦にっぽり』･･ - 宇宙戦艦ヤマトのパロディ短編アニメ。TechWinに収録されていた『暴虐大帝えのしま』のスピンオフとも言える作品。本編はオープニングテーマやエンディングテーマよりも短く、その時間は僅か30～40秒前後であることが多かった。

　・増刊AM2研通信

　・デジタル土星通信

　・ポリゴン伯爵

## 編集長
・山川真太朗